# Melanagromyza eravensis
Melanagromyza eravensis är en tvåvingeart som beskrevs av Singh och Ipe 1973. Melanagromyza eravensis ingår i släktet Melanagromyza och familjen minerarflugor. Inga underarter finns listade i Catalogue of Life.